# Chlum (Podorlická pahorkatina)
Chlum (603 m n. m.) je nejvyšší vrchol Litického hřbetu Žamberské pahorkatiny, spadající pod geomorfologický celek Podorlická pahorkatina. Kopec je někdy označován podle nedaleké obce Litice nad Orlicí jako Litický chlum. Na vrchol se lze dostat pouze pěšky nebo na kole, motorovým vozidlům je tam vjezd zakázán. Z vrcholu kopce lze vidět reliéf Orlických hor, část Krkonoš a za dobré viditelnosti i Kunětickou horu, tepelnou elektrárnu Chvaletice nebo vrchol Žaltmanu.
Na úplném vrcholu se nachází také bývalý analogový televizní vysílač Rychnov nad Kněžnou – Litický Chlum, který byl s příchodem DVB-T vypnut. Vysílač pokrýval svým analogovým signálem východní Čechy i Kladské pomezí.
Televizní vysílač byl součástí do základní sítě analogových vysílačů a spolu s vysílači Černá hora či Krásné pokrýval východní Čechy programy ČT1, TV Prima a TV Nova. Elektronkový analogový vysílač pracoval na výkonu 100 kW a jeho signál byl za dobrých příjmových podmínek zachytitelný až na Liberecku. Po přechodu na DVB-T je televizní vysílač vypnut a s jeho obnovením se nepočítá. Příhradová konstrukce je velmi frekventovaným uzlem digitálních mikrovlnných datových spojů, základních přenosových stanic (BTS) operátorů T-Mobile a O2 a také na něm sídlí dokrývač Hitrádia Černá Hora na frekvenci 94,7 MHz o výkonu 200 W.